# Мезоклима
Мезоклима (грч. mesos — средње и грч. klima — нагиб) је клима већих територија, углавном хомогених природних услова. Може се односити на шумске области, мање градове, обале језера, обале мора и сл. Њени параметри се надовезују на опште климатске услове неког предела и по утицају се налазе између микроклиматских и макроклиматских услова.